# Ставицкий, Максим Фёдорович
Максим Фёдорович Ставицкий (1778—1841) — российский командир эпохи наполеоновских войн, генерал-лейтенант Русской императорской армии.

## Биография
Родился 1778 году в Полтавской губернии, где жил его отец — дворянин, капитан в отставке.
Шести лет Ставицкий был привезён в Петербург и определён в Артиллерийский и инженерный кадетский корпус. Получив «за примерные успехи в науках и отличное поведение» звание капрала, а потом сержанта и золотую медаль, он в 1791 году был выпущен штык-юнкером в артиллерийский батальон Балтийского гребного флота, откуда через год перешёл в бомбардирский полк и поступил в состав войск, расположенных в Польше. В июле 1794 года он вместе с другими был захвачен восставшими поляками в плен и содержался там до вступления в Варшаву А. В. Суворова. Как один из участников рассеяния конфедератов, Ставицкий по окончании военных действий был награждён чином подпоручика.
В 1800 году, уже в чине майора, по повелению императора Павла І сопровождал графа Спренгтпортена, который ездил во Францию в качестве уполномоченного для предварительных переговоров о мире и для размена пленных. С ним же он отправился в 1802 году в секретную экспедицию, которая должна была «объехать с целью военно-стратегического осмотра Азиатскую и Европейскую Россию».

Принимал участие в Войне четвёртой коалиции, в ходе которой был произведён во флигель-адъютанты, а за отличие в баталии при Пултуске, был 8 января 1807 года награждён орденом Святого Георгия 4-го класса № 699 
В воздаяние отличного мужества и храбрости, оказанных в сражении 14 декабря при Пултуске против французских войск, где ему была поручена в командование батарея из шести пушек состоящая, с которою, зашед во фланг неприятельского фронта, сильными и удачными выстрелами нанес великий вред неприятелю.
С 10 ноября 1811 года Ставицкий был командиром бригады 27-й пехотной дивизии.
Принял участие в ряде битв Отечественной войны 1812 года; неоднократно был ранен; 21 ноября 1812 года был удостоен чина генерал-майора.
После изгнания неприятеля из России, принял участие в заграничном походе русской армии, и в сражении при Ла-Ротьере «ранен жестоко пулей насквозь пониже уха к другому с раздроблением челюсти и зубов».
С 18 сентября 1815 года Ставицкий состоял по армии.
В 1826 году, 6 сентября был назначен в Сенат и произведён в тайные советники, но уже 11 сентября переименован в генерал-лейтенанты. Будучи сенатором, получил ордена: Святой Анны 1-й степени с императорской короной и Белого орла.
Умер 21 октября (2 ноября) 1841 года и был похоронен в Санкт-Петербурге на Лазаревском кладбище Александро-Невской лавры.